# Pla de Palau (Conques)
El Pla de Palau és una plana agrícola del terme municipal d'Isona i Conca Dellà, a l'antic terme de Conques, al Pallars Jussà.
Es troba al sud-oest de la vila de Conques, més al sud de la carretera C-1412b. Queda emmarcat al nord pel riu de Conques; a llevant, pel barranc de la Cabana del Soldat, a ponent per una curta llau que conté la Font de Llarguers. Al nord hi ha la partida de les Teuleres.